# Хитров, Лев Михайлович
Лев Михайлович Хитров (5 января 1933 — 23 января 1998) — советский и российский геохимик, лауреат Ленинской премии.
Кандидат технических наук (1972). Автор свыше 200 научных отчетов, статей, инструкций и методик. Получил 30 авторских свидетельств на изобретения.

## Биография
Родился в Москве в семье служащих.
В 1956 году окончил МГУ им. М. В. Ломоносова. С 1956 года работал в ГЕОХИ АН СССР: старший лаборант лаборатории изотопов, младший научный сотрудник лаборатории радиохимии, руководитель группы, старший научный сотрудник, с 1977 года — заведующий лабораторией геохимии океана.
С 1975 года — главный конструктор по специальному морскому приборостроению. Руководил работами, имеющими особо важное оборонное значение.
В течение 30 лет на океанических судах изучал последствия ядерных взрывов и бомбардировок Хиросимы и Нагасаки. С 1986 года исследовал радиоактивное загрязнение местности после аварии на Чернобыльской АЭС.
Руководил созданием автоматизированного гамма-спектрометрического комплекса непрерывного действия, который позволял фиксировать тончайшие неоднородности в толще речной воды. Под его руководством разрабатывались методики исследования миграции радионуклидов в воде, почвах, атмосфере, живых организмах, растениях.
Умер в 1998 году от лейкемии.
Лауреат Ленинской премии — за участие в создании гамма-спектроскопического комплекса «ГЕОХИ». Награждён орденами Октябрьской Революции, Трудового Красного Знамени (1975), медалями «За доблестный труд. В ознаменование 100-летия со дня рождения В. И. Ленина», «300-летие Российского флота», знаком «Изобретатель СССР».